# Tim Tyler's Luck
Tim Tyler's Luck (traducida en España como Jorge y Fernando) es una tira de prensa de aventuras creada por Lyman Young, hermano mayor de Chic Young, creador de Blondie. Distribuida por King Features Syndicate, Tim Tyler's Luck duró desde el 13 de agosto de 1928 hasta el 24 de agosto de 1996.

## Trayectoria
Cuando creó esta serie, Lyman Young llevaba un año ocupándose de The Kid Sister, un spin-off de The Kelly Kids de C.W. Kahles.
En 1935, Lyman Young añadió una topper (una tira en la parte superior) titulada Curley Harper. Fue dibujada por artistas populares como Alex Raymond, Burne Hogarth, Clark Haas, Tony DiPreta, Nat Edson y Tom Massey.
En 1972, el hijo de Young, Bob Young, comenzó a compartir créditos con su padre, ocupándose totalmente de la tira tras la muerte de éste en 1984. La serie, sin embargo, decayó lentamente y sólo la publicaba un periódico cuando se canceló en 1996.

## Argumento y personajes
En los inicios de la serie, Tyler vivía en un orfanato, pero pronto lo abandonó para recorrer el mundo, principalmente África, con su compañero Spud. 

## Valoración e influencia
Se ha criticado la ingenuidad y simplicidad gráfica y argumental de esta serie, a pesar de lo cual se convirtió en modelo de la historieta de aventuras exóticas en países como España, tras su publicación en tebeos en formato de bolsillo y en revistas como Yumbo, dando lugar a imitaciones como Julio y Ricardo (1943), de Edmundo Marculeta.

## Adaptaciones
En 1937, un serial de 12 capítulos presentaba a Frankie Thomas como Tim Tyler.
El título de la novela de Umberto Eco La misteriosa llama de la Reina Loana (2004) está tomado del título de un episodio de Tim Tyler's Luck, inspirado a su vez en la novela de H. Rider Haggard Ella.